# Писчая белка
Пи́счая бе́лка или пи́счее — существовавшая в Великом княжестве Московском пошлина, канцелярский сбор.
Согласно Константину Алексеевичу Неволину и Ивану Дмитриевичу Беляеву, в XIV и XV веках так называлась на Руси особая пошлина, которая, помимо подвод и кормов, взыскивалась с населения в пользу писца (даньщика, опищика, бельщика). В таком именно смысле писчая белка упоминается в городской грамоте, данной московскому великому князю Василию II на чёрный бор по новоторжским областям. Освобождение от платежа писчей белки было особой льготой, оговаривавшейся в грамотах. Профессор Павел Николаевич Милюков полагал, что писчая белка была вознаграждением писцам, производившим описи, действительно говорится в грамоте о чёрном боре, но чёрный бор — подать единовременная и с чужого населения; в других же случаях писчую белку должно считаться актовой пошлиной.